# 小林一枝
小林 一枝（こばやし かずえ、旧姓：古梶〈こかじ〉、1951年1月1日 - ）は、テレビ朝日放送番組審議会事務局担当部長、元アナウンサーである。身長は166cmと長身。

## 経歴・人物
東京都出身。学生時代、バスケットボールの選手だった頃があった。東京都立駒場高等学校、国立音楽大学教育音楽学科を卒業後、1974年4月に当時の日本教育テレビ（NET）へ入社。小林の入社後、テレビ朝日（全国朝日放送株式会社）と名称が変わった1977年まで3年間アナウンサーの採用が無かった。アナウンサーから退いた後は、お客様フロント部、放送番組審議会事務局へ異動。また、テレビ朝日アスクの講師も務めている。
落ち着いた語り口から、『世界の車窓から』や、『ビートたけしのTVタックル』『サンデープロジェクト』といった討論番組、スーパー戦隊シリーズ（『大戦隊ゴーグルファイブ』から『特捜戦隊デカレンジャー』まで担当）、『テツワン探偵ロボタック』、『燃えろ!!ロボコン』、『きんぎょ注意報!』、『美少女戦士セーラームーン』、『クレヨンしんちゃん』、『ドラえもん』、『地獄先生ぬ〜べ〜』、『機動戦士Vガンダム』やアニメなど子供向け番組で多くの提供アナウンスを担当し、『素敵な宇宙船地球号』とスーパー戦隊シリーズ、『世界の車窓から』（関東地区のみ）は異動後も長らく使用されていた。
テレビ朝日の女性アナウンサーとしては在職期間が約25年間と長かったが、のちに宮嶋泰子アナウンサーに抜かれている。

## 過去の出演番組
報道・情報ワイドショー番組
| 期間       | 期間      | 番組名                 | 役職                       |
| ---------- | --------- | ---------------------- | -------------------------- |
| 1977年4月  | 1978年3月 | アフタヌーンショー     | サブ司会                   |
| 1979年4月  | 1981年9月 | 6時のサテライト        | レポーター                 |
| 1981年10月 | 1983年9月 | ニュースイブニング朝日 | メーンキャスター           |
| 1984年10月 | 1985年9月 | おはようテレビ朝日     | 司会                       |
| 1985年10月 | 1999年3月 | ニュースステーション   | レポーター                 |
| 1992年10月 | 1993年3月 | ANNニュースライナー    | 週末担当キャスター         |
| 1993年4月  | 1995年9月 | ANNニュース            | 週末昼枠での担当キャスター |

その他
- こんにちは東京
- みどりの窓口
- あまから問答
- トゥナイト
- はい!テレビ朝日です（1994年11月 - ） - 初代進行役
- 日曜洋画劇場 - 次回作品予告ナレーション
- 21世紀の主役

## 同期アナウンサー
- 石橋幸治
- 斉藤みどり